# Armand de Las Cuevas
Armand de Las Cuevas (Troyes, 26 giugno 1968 – Réunion, 2 agosto 2018) è stato un ciclista su strada e pistard francese, professionista dal 1989 al 1999.

## Carriera
Ciclista francese di origine spagnola ottenne numerosi risultati nella sua carriera sia in campo nazionale che internazionale; era particolarmente portato sia per le brevi corse a tappe che per le gare in linea. Nel suo palmarès rientrano successi a Grand Prix des Nations, Critérium du Dauphiné Libéré, Vuelta a Burgos, e in gare linea come il Grand Prix de Ouest-France, la Parigi-Camembert, campionati nazionali e la Clásica San Sebastián. Fu inoltre secondo al Circuit Cycliste de la Sarthe 1991, nel Gran Premio del Canton Argovia ed al Tour de Romandie del 1994, alla Vuelta a la Comunidad Valenciana 1997 e fu terzo alla Vuelta a Galega nel 1997 e nell'inseguimento ai mondiali su pista al 1990.
Al Giro d'Italia 1992, grazie al secondo posto a 32" dal capitano Miguel Indurain nella cronometro di Sansepolcro alla 3ª tappa, conquistò la maglia bianca di miglior giovane. La difese per alcuni giorni, restando tra i primi della classifica, fino alla 9ª tappa con arrivo sul Terminillo. Successivamente corse da gregario per il suo capitano, aiutandolo a vincere la corsa, che concluse al 38º posto a 1.49'00" dallo spagnolo. Si classificò invece terzo tra i giovani, alle spalle di Pavel Tonkov e Ivan Gotti.
Al Tour de France 1992 giunse secondo nella 9ª tappa, una cronometro individuale di 65 km in Lussemburgo, dove accusò un distacco di 3'00" dal suo capitano Miguel Indurain. Tuttavia pochi giorni dopo, nel corso della 14ª tappa con arrivo sull'Alpe d'Huez, giunse fuori tempo massimo. Al Giro d'Italia 1994 indossò per un giorno la maglia rosa dopo aver vinto la seconda semitappa della prima tappa, una cronometro individuale a Bologna, precedendo di 2" Evgenij Berzin.
Dopo aver tentato di fare il capitano, con alterne fortune, alla Castorama e alla Casinò, ritornò alla Banesto nel biennio 1997-98, ma anche qui non ottenne i risultati sperati. Si ritirò dalla Vuelta a Espana del 1997 nel corso della 11ª tappa, mente era nono in classifica generale. Firmò l'ultimo contratto da professionista per la stagione 1999, tra le file della Amica Chips-Costa de Almeria. Apparentemente destinato a correre il Giro d'Italia, non vi prese parte dal momento che terminò il suo rapporto lavorativo, e di fatto la sua carriera professionistica, il 2 maggio di quell'anno.
Il 2 agosto 2018 muore suicida all'età di 50 anni sull'isola di Réunion.

## Palmarès
- 1988 (dilettanti)

Classifica generale Ruban Granitier Breton
- 1990

4ª tappa Vuelta a Asturias
- 1991

Campionati francesi, Prova in linea
3ª tappa Euskal Bizikleta
Grand Prix de Ouest-France
- 1992

Prologo Tour de Romandie (cronometro)
- 1993

2ª tappa Étoile de Bessèges
Classifica generale Étoile de Bessèges
7ª tappa Paris-Nice
1ª tappa Grand Prix A Capital
Classifica generale Grand Prix A Capital
Grand Prix des Nations
- 1994

Paris-Camembert
Prologo Tour de Romandie (cronometro)
1ª tappa, 2ª semitappa Giro d'Italia (Bologna, cronometro)
2ª tappa Vuelta a Burgos (Espinosa de los Monteros)
5ª tappa Vuelta a Burgos (Lagunas de Neila)
Classifica generale Vuelta a Burgos
Classica di San Sebastián
- 1995

Trophée des Grimpeurs
- 1996

Clasica de Sabinanigo
- 1998

Classifica generale Critérium du Dauphiné Libéré
2ª tappa Route du Sud
Classifica generale Route du Sud

### Altri successi
- 1991

Lèves (Criterium)
Bordeaux-Cauderan (Criterium)
Hendaye (Criterium)
- 1992

Riom
- 1995

Classifica generale Coppa di Francia

## Piazzamenti

### Grandi Giri
- Giro d'Italia

1991: fuori tempo (14ª tappa)
1992: 38º
1993: 43º
1994: 9º
1995: ritirato (4ª tappa)
- Tour de France

1992: fuori tempo (14ª tappa)
1994: non partito (18ª tappa)
1995: 62º
- Vuelta a España

1993: ritirato (16ª tappa)
1996: ritirato (12ª tappa)
1997: ritirato (11ª tappa)
1998: ritirato (16ª tappa)

### Classiche monumento
- Milano-Sanremo

1994: 104º
1998: 104º
- Liegi-Bastogne-Liegi

1994: 59º

### Competizioni mondiali
- Campionati del mondo su strada

Stoccarda 1991 - In linea: ritirato
Agrigento 1994 - In linea: 11º
- Campionati del mondo su pista

Maebashi 1990 - Inseguimento: 3º
Valencia 1992 - Inseguimento: 6º